# Bernhard Arndt
Bernhard Arndt (* 30. November 1954 in Berlin) ist ein deutscher Pianist (auch Keyboard und Live-Elektronik), der vor allem im Bereich des freien Jazz hervorgetreten ist.
Arndt hatte eine klassische Klavierausbildung, ab dem zwölften Lebensjahr am Stern’schen Konservatorium. Er studierte Musik für das Lehramt bis zur ersten Staatsprüfung und setzte dann das Klavierstudium an der Hochschule der Künste Berlin fort. Neben der klassischen Ausbildung spielte er zunächst als Keyboarder in den Rockbands Guricht und Agitation Free (1974) und war dann Mitglied von Os Mundi. Er beschäftigte sich intensiv mit Jazz und Neuer Musik und bildete ein Duo mit Manfred Kussatz, bevor er der Pianist des Berlin Jazz Workshop Orchestra wurde. Er besuchte eine Masterclass von Cecil Taylor und arbeitete mit Paul Lovens, John Tchicai, Butch Morris (1995) und Günter Baby Sommer zusammen. Mit Harri Sjöström bildete er ein Duo. Seit der Veröffentlichung seines auch von der Kritik viel beachteten Soloalbums 1995 trat er zunehmend auch mit Soloprogrammen auf und konzertierte auch auf Festivals in Osteuropa.

## Diskographische Hinweise
- Berlin Jazz Workshop Orchestra Who is Who (1978)
- Bernhard Arndt / Manfred Kussatz Working (1980)
- Berlin Jazz Workshop Orchestra Sib Langis (1981)
- Insight Inside (FMP OWN 1995, solo)
- Tübingen-Konzert 2003 (mit Uli J. Kieckbusch)
- Fuchs – Arndt – Schneider (FMP 2018), mit Wolfgang Fuchs, Hans Schneider